# Linea Yahiko

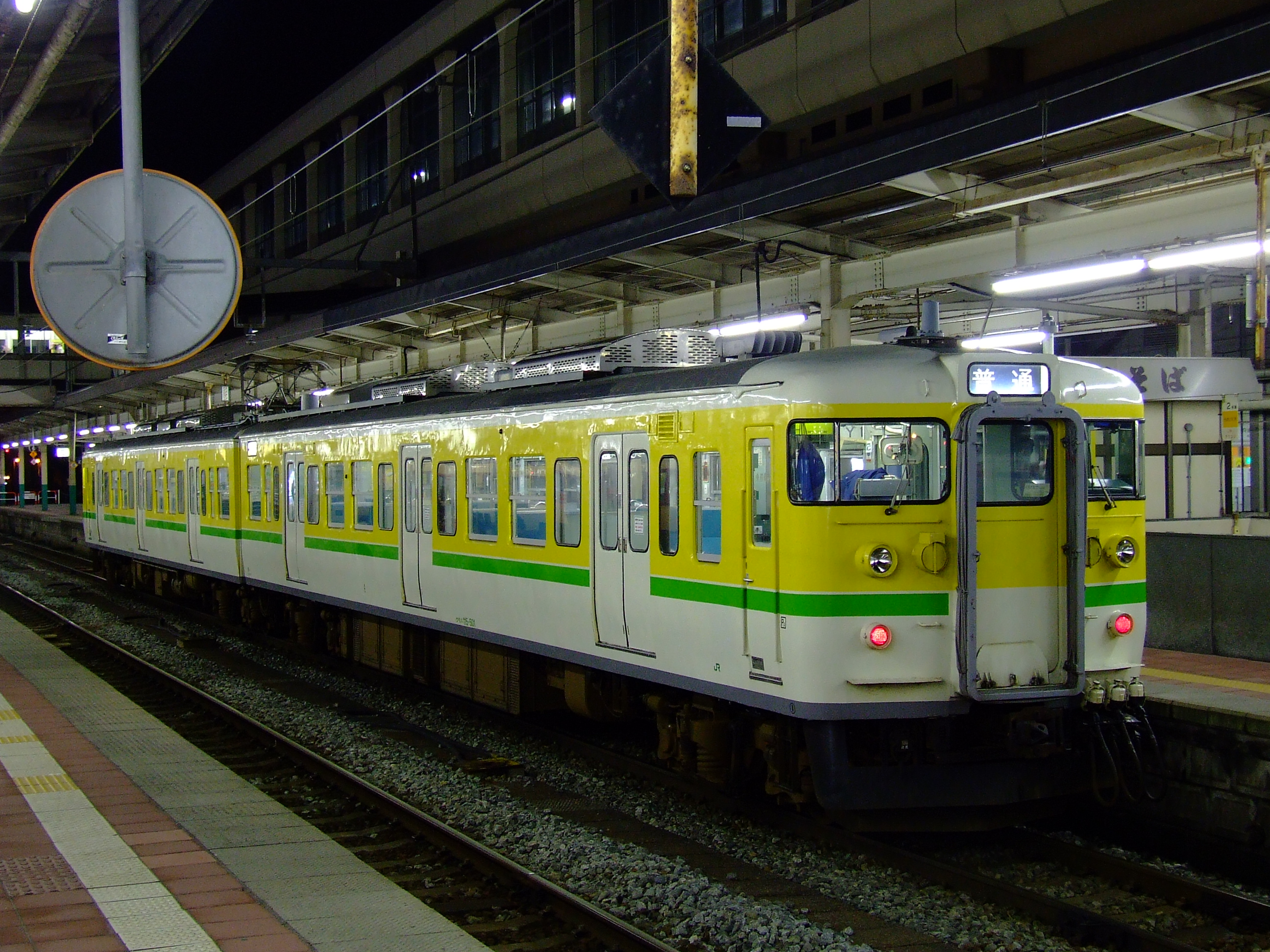
Treno della serie E115 in livrea Yahiko

La linea Yahiko (弥彦線?, Yahiko-sen) è una breve linea ferroviaria giapponese a carattere regionale gestita dalla JR East a scartamento ridotto che collega le stazioni di Higashi-Sanjō nella città di Sanjō e di Yahiko, nella cittadina omonima, entrambe nella prefettura di Niigata.

## Servizi
La linea, a traffico locale, ha per tutto il giorno treni locali con una frequenza di 1-2 per ora, con alcuni diretti sulla linea Echigo.

## Stazioni
| Stazione      | Giapponese | Distanza | Collegamenti               | Posizione | Posizione             |
| ------------- | ---------- | -------- | -------------------------- | --------- | --------------------- |
| Yahiko        | 弥彦       | 0.0      |                            | Yahiko    | Prefettura di Niigata |
| Yahagi        | 矢作       | 2.3      |                            | Yahiko    | Prefettura di Niigata |
| Yoshida       | 吉田       | 4.9      | Linea Echigo               | Tsubame   | Prefettura di Niigata |
| Nishi-Tsubame | 西燕       | 8.0      |                            | Tsubame   | Prefettura di Niigata |
| Tsubame       | 燕         | 2.3      |                            | Tsubame   | Prefettura di Niigata |
| Tsubame-Sanjō | 燕三条     | 12.9     | Jōetsu Shinkansen          | Sanjō     | Prefettura di Niigata |
| Kita-Sanjō    | 北三条     | 15.4     |                            | Sanjō     | Prefettura di Niigata |
| Higashi-Sanjō | 東三条     | 17.4     | Linea principale Shin'etsu | Sanjō     | Prefettura di Niigata |